# Tate–LaBianca gyilkosságok
A Tate–LaBianca-gyilkosságok a Manson család tagjai által 1969. augusztus 9. és 10. között elkövetett gyilkosságok sorozata volt az Egyesült Államokban, Los Angelesben, Kaliforniában, Tex Watson és Charles Manson irányítása alatt. Az elkövetők öt embert öltek meg augusztus 8-ról 9-re virradó éjszaka: Sharon Tate várandós színésznőt és társait, Jay Sebringet, Abigail Folgert és Wojciech Frykowskit, valamint Steven Parentet.
Másnap este a család meggyilkolta egy szupermarket vezetőjét, Leno LaBiancát és feleségét, Rosemaryt is otthonukban, Los Angeles Los Feliz részében.
Augusztus 8-ról 9-re virradó éjszaka a Manson család négy tagja – Watson, Susan Atkins, Patricia Krenwinkel és Linda Kasabian –, Sharon Tate és férje, a rendező Roman Polanski, otthonába látogatott. A csoport meggyilkolta Tate-et, aki 8 és fél hónapos terhes volt; és vendégeit: Jay Sebring-et, aki híres fodrász; Abigail Folger-t, aki kávéörökösnő; Wojciech Frykowski-t, forgatókönyvíró; és Steven Parent-et, aki egy 18 éves látogató az ingatlan gondnokánál.
Polanski eközben egy filmen dolgozott Európában.